# Vagburg
«VAGBURG» — ежегодный международный автомобильный фестиваль, проходящий в Москве и Московской области с 2007 года. Создан для встречи и общения владельцев и поклонников автомобилей VAG: Volkswagen, Audi, Seat, Skoda и Porsche. Ежегодно собирает порядка 1000 автомобилей и 4000 человек от Калининграда до Сибири. Отличается хорошей организацией, основанной на многолетнем опыте проведения фестиваля. С каждым годом Vagburg собирает все больше любителей VW.

## О фестивале
Автомобильный фестиваль Вагбург — это событие международного масштаба не имеющее аналогов в России. Вот уже 16 лет фестиваль собирает и объединяет тысячи владельцев и поклонников автомобилей VAG, для общения, встречи, обмена опытом и знаниями среди единомышленников. Участником фестиваля может стать любой владелец автомобиля Volkswagen, Audi, Seat, Skoda или Porsche.

## 2007 год
Первый фестиваль владельцев автомобилей VW состоялся 15 сентября на аэродроме Тушино. Было 120 автомобилей, 170 участников и 13 автомобильных клубов.

## 2008 год
Второй фестиваль прошёл с 7 по 15 июня на аэродроме Тушино в рамках огромного музыкального фестиваля Арена Драйва, где состоялось выступление Paul Van Dyk и X Zibit. Было 350 автомобилей Volkswagen.

## 2009 год
Третий фестиваль состоялся 30 и 31 мая на парковке парка Яхрома при поддержке Лукойл ЭКТО, Hella и Electronic Arts. Среди приглашённых гостей был DJ Sven Svenson со своим невероятным огненным шоу «Пиромания».
В том году появился VW Scirocco и после шумной презентации его привёз на фестиваль журнал Volkswagen Magazine.

## 2010 год
Четвёртый фестиваль прошёл 22 и 23 мая в загородном клубе «Солярис» при поддержке Hella, Инжкар и Volkswagen Magazine. Все желающие смогли испытать новый Transporter T6, посидеть в новейшем VW Amarok и увидеть новый Polo 1.2TSi. Было 600 автомобилей Volkswagen и Audi.

## 2011 год
Пятый фестиваль состоялся 20, 21 и 22 мая на полигоне горнолыжного курорта «Сорочаны» при поддержке APR Russia и дилера Авторусь. Было 1000 автомобилей участников и 70 автоклубов России. Также был представлен новейший VW Passat B7.

## 2012 год
Шестой фестиваль прошёл 25, 26 и 27 мая на территории горнолыжного клуба Леонида Тягачёва при поддержке официальных дилеров Фольксваген центр Варшавка и Фольксваген центр Север. Было более 1200 автомобилей участников.

## 2013 год

Фестиваль VAGBURG 2013

Седьмой фестиваль состоялся 24, 25 и 26 мая на Гребном канале в Крылатском в Москве при поддержке Фольксваген центра Варшавка и собрал более 1300 автомобилей участников.

## 2014 год
Восьмой фестиваль прошёл 18 мая на полигоне Audi Quattro Camp в парке Яхрома при поддержке Официального дилера Volkswagen «АВИЛОН» и «Авто Ганза» и собрал около 1500 автомобилей участников. В огромном шатре Volkswagen активно велась запись на тест-драйв любимых моделей: Scirocco, Tiguan, Jetta, Amarok, Beetle и Golf. Участники фестиваля с удовольствием испытывали автомобили на безопасность, экономичность и управляемость. Гости могли увидеть спортивные версии легендарного Volkswagen Golf, раллийный Volkswagen Polo, автомобиль Amarok Северный волк — участника «Полярной экспедиции Amarok», а также модели Amarok Canyon и Caddy Cross. В тот год фестиваль стал международным — на ивент приехал участник из Германии на своей VW Jetta MK5.

## 2015 год

Фестиваль VAGBURG 2015

Девятый фестиваль прошёл 23 мая на полигоне Audi Quattro Camp парке Яхрома при поддержке «АВИЛОН АВТОМОБИЛЬНАЯ ГРУППА» — официального дилера Volkswagen в России. Открывал мероприятие Руководитель марки Volkswagen — легковые автомобили в России Пьер Бутен, который впервые в этом году приехал на фестиваль в Россию. В своей речи он обозначил следующее: «Сила бренда заключается в его поклонниках. Для нас очень важно видеть такое количество лояльных клиентов марки Volkswagen, которые участвуют в фестивале на протяжении многих лет. Поэтому мы с удовольствием поддерживаем это мероприятие».
Было проведено 60 тест-драйвов моделей Polo, Golf, Tiguan, новой Jetta и Touareg. Помимо этого, у гостей мероприятия была уникальная возможность — испытать в движении новинку — электрический Golf. «Академия Ралли» показала на фестивале автомобили Polo, подготовленные для раллийного монокубка Volkswagen POLO CUP. В этом году был разыгран единственный в мире Volkswagen Passat с задним приводом. Автомобиль получил участник из Тамбова.

## 2016 год

Фестиваль VAGBURG 2016

Десятый фестиваль прошёл 28 мая на полигоне Audi Quattro Camp парке Яхрома при поддержке Petronas, Toyo Tires, Eurocode Russia, AGP Motorsport, Vasin Driving School, re:Store. Был представлен Volkswagen Polo GT. Помимо конкурсов, розыгрышей, активностей, выступления группы «Час Пик» и отличной атмосферы, фестиваль запомнился дикой жарой, огромным количеством желающих получить футболку фестиваля и, как следствие, многочасовыми очередями, которые не учли организаторы. Но уже на следующий год все было исправлено.
В этом году среди посетителей был разыгран VW Golf MK5 — лучший автомобиль фестиваля за последние 5 лет!

## 2017 год

Фестиваль VAGBURG 2017

11 фестиваль в этом году сменил название на VAGBURG, прошёл 27 мая на полигоне Audi Quattro Camp парке Яхрома и получил титульного партнёра в лице производителя смазочных материалов компании Castrol. Также партнёрами фестиваля стали Фольксваген Центр Внуково, Motorsport, Автомолл, Pioneer, Textar.
Volkswagen Коммерческие автомобили представили на фестивале новую Volkswagen California. В завершении мероприятия на главной сцене выступил битбоксер LEKS, исполнивший свои самые известные треки. Также среди посетителей организаторы разыграли стильную Audi A4.

## 2018 год

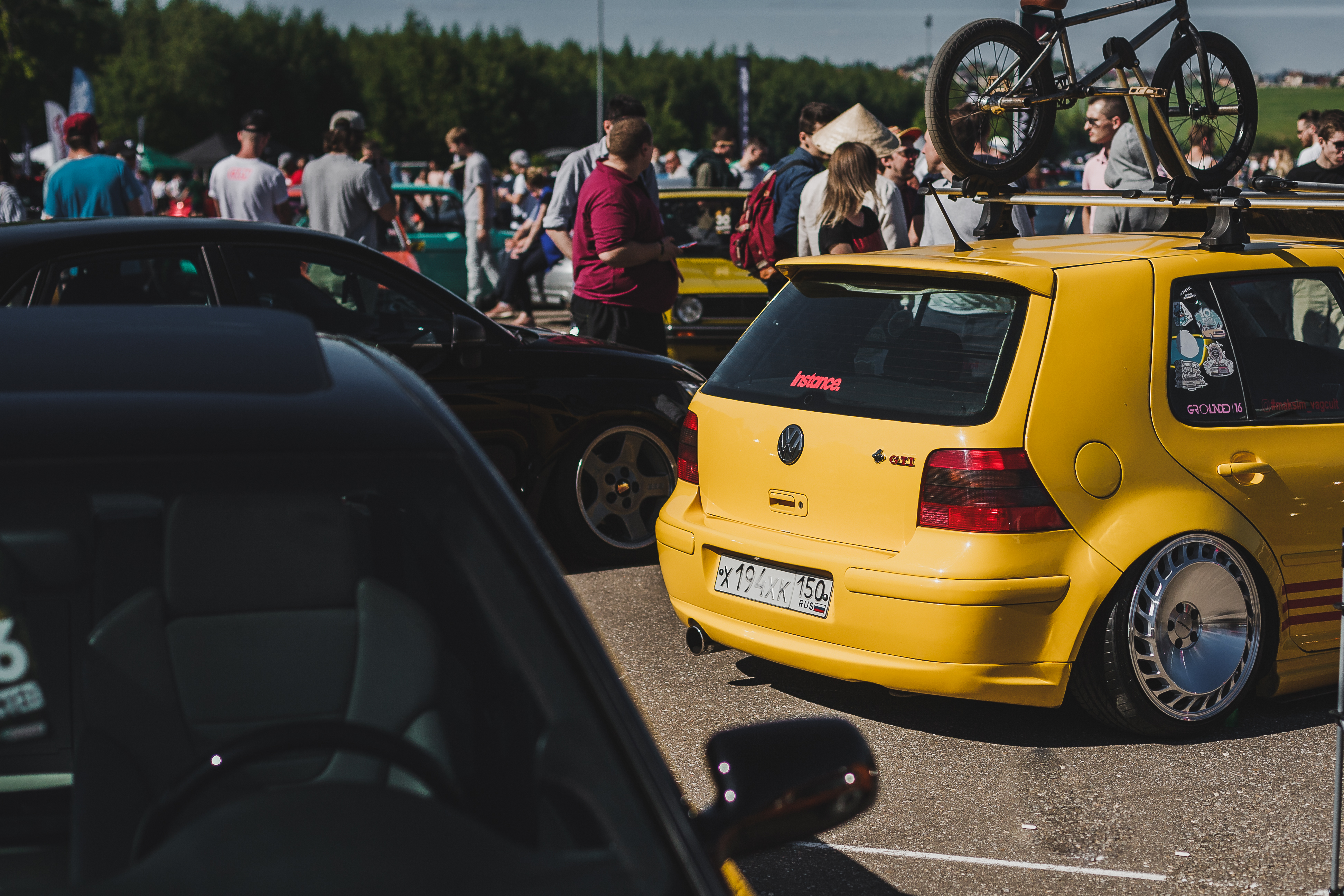
Фестиваль VAGBURG 2018

12 фестиваль прошёл 26 мая на полигоне Audi Quattro Camp парке Яхрома. Бренд премиальных моторных масел Castrol второй год подряд стал титульным партнёром фестиваля. В программе фестиваля было и выступление дуэта «Большой тест-драйв» Стиллавина и Вахидова. Прошедший фестиваль собрал рекордное количество участников — более 6 тысяч человек, на площадке было выставлено 2000 автомобилей. Музыкальное сопровождение мероприятия также было на высоте: битбокс-шоу, выступление яркого коллектива Jager Orchestra.
В финале ивента был разыгран VW Scirocco, специально подготовленный для фестиваля.

## 2019 год

Фестиваль VAGBURG 2019

13 фестиваль прошёл 25 мая на территории Национального Конного Парка «Русь» при поддержке Auto.ru, Energiser, Golden Snail, Hookah Place, Pandora и др. Для гостей и участников была подготовлена насыщенная программа: выступления битбоксеров, би-боев, bmx-шоу, награждение лучших автомобилей, множество стендов партнёров с активностями и даже парк аттракционов для детей. В конце фестиваля был разыгран редкий американский VW Rabbit, который достался девушке из Санкт-Петербурга.

## 2020 год

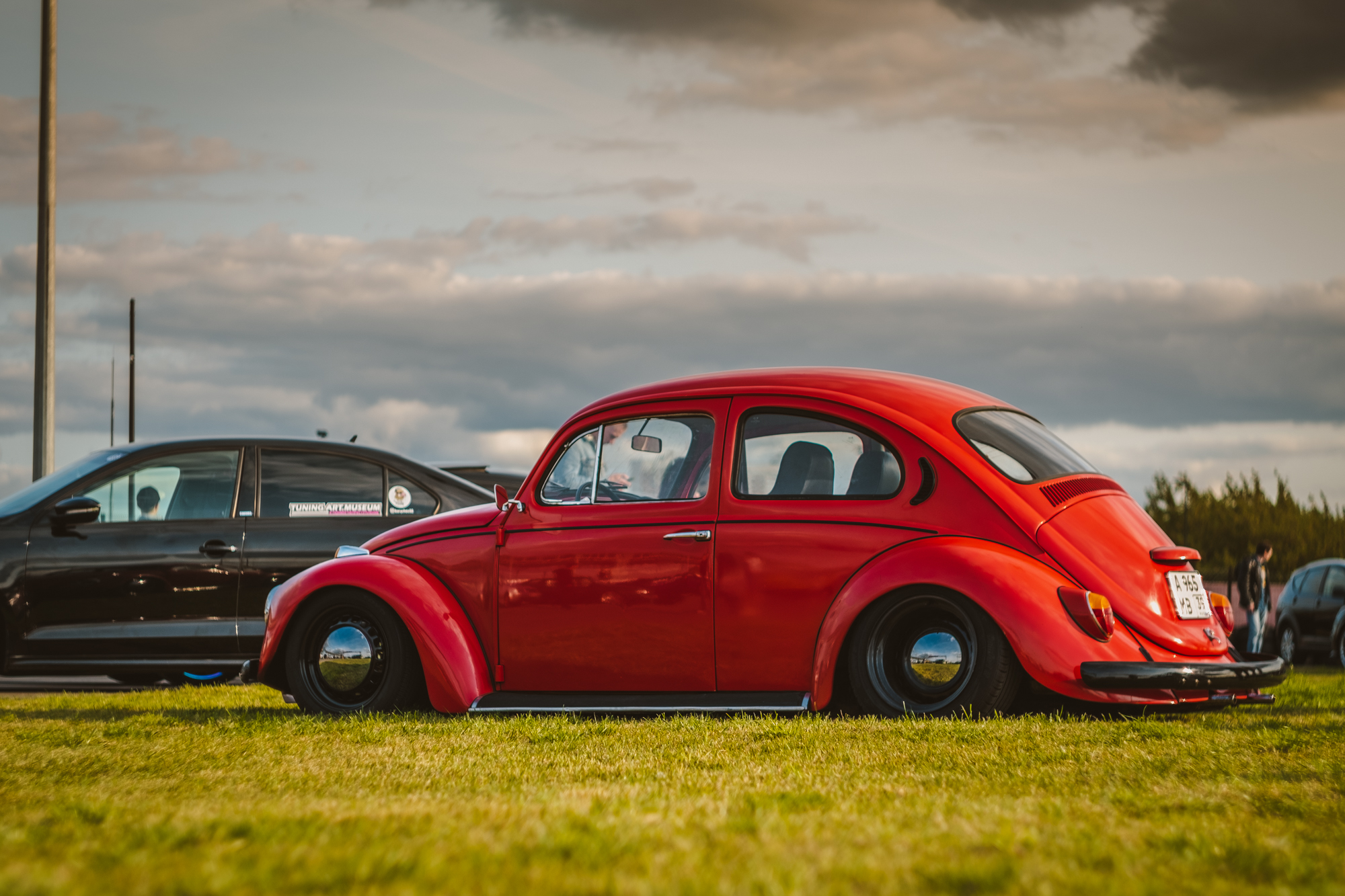
Фестиваль VAGBURG 2020

14 фестиваль состоялся 12 сентября на территории ЦТВС Москва в Печатниках при поддержке UCT Garage. Несмотря на пандемию организаторам удалось провести мероприятие, соблюдая все предписанные Роспотребнадзором рекомендации. Из-за смены площадки и Covid-19 количество участников пришлось сильно ограничить, поэтому фестиваль прошёл в урезанном варианте.

## 2021 год

Фестиваль Vagburg 2021

15 фестиваль состоялся 5 июня на территории ЦТВС Москва в Печатниках при поддержке UCT Garage. Продолжающаяся пандемия сильно повлияла на организационные процессы и лишила фестиваль спонсоров, но, не смотря на сложности, он состоялся. Все выделенные места для участников были распроданы за 2 недели до фестиваля. Для всех гостей и зрителей была подготовлена программа с выступлениями музыкальных коллективов, стендап-шоу, фристайл от МС Палыч.

## 2022 год
16-й фестиваль прошел 4 июня 2022 года. Vagbug вернулся в Яхрому на всеми любимую площадку. Слоганом фестиваля стал «Back to the Yakhroma». Мероприятие посетило рекордное число любителей VW. В качестве титульного спонсора выступила компания ROLF, производящая масла.
Из дополнительных развлечений, в этом году у участников фестиваля была возможность послушать музыкальные группы, покататься на дрифт-такси, поиграть в настольный теннис, поучаствовать в конкурсах, посетить кальянную зону. Так же была выделена детская зона с надувными батутами.
На фестивале присутствовало несколько фуд-траков с различной едой.
Традиционно был награждён ТОП-8 самых ярких автомобилей.
На завершении мероприятия был разыгран стоковый VW Golf 5.